# Chilam Balam
Cartea maiașă Chilam Balam este formată din nouă manuscrise numite după orașe mici ale poporului Yucatec, cum ar fi Chumayel, Mani și Tizimin. Acestea constau în cea mai mare parte din texte disparate, în care tradițiile maiașe și spaniole s-au coagulat. Maiașii Yucatec atribuiesc aceste texte unui autor legendar numit Chilam Balam, fiind un preot chilam care făcea profeții și Balam înseamnă jaguar. Unele texte conțin de fapt profeții despre venirea spaniolilor în Yucatan în timp ce menționează un chilam jaguar ca unul din primii săi autori. Acestui autor i s-a atribuit și tot textul pentru a include în mod tradițional toate textele disparate găsit în manuscris particular.